# Саніраяк
Саніраяк (інуктитут ᓴᓂᕋᔭᒃ Sanirajak (Санірайак)) — поселення у Канаді у регіоні Кікіктаалук території Нунавут, розташоване на східному березі півострова Мелвілл.
Населення містечка становить 546 людей (2011 р.). 
У поселенні є аеропорт.

## Назва
Назва Саніраяк  означає "берег".

## Населення
Населення села Саніраяк за переписом 2011 року становить 546 людини і для нього характерним є зменшення у період від перепису 2006 року:
- 2001 рік - 609 осіб,[6]

- 2006 рік – 654 особи,[6]

- 2011 рік – 546 осіб.[2]

Дані про національний склад населення, рідну мову й використання мов у селі Саніраяк, отримані під час перепису 2011 року, будуть оприлюднені 24 жовтня 2012 року. Перепис 2006 року дає такі дані:
- корінні жителі – 630 осіб,
- некорінні - 25 осіб.

| Мова              | Кількість населення, осіб |
| Тільки англійська | 25                        |
| Тільки французька | 0                         |
| Інша мова (мови)  | 625                       |

| Мова                                          | Кількість населення, осіб |
| Тільки англійська                             | 615                       |
| Тільки французька                             | 0                         |
| Французька і англійська                       | 10                        |
| Не володіють ані англійською, ані французькою | 25                        |

| Мова                         | Кількість населення, осіб |
| Англійська                   | 45                        |
| Французька                   | 10                        |
| Неофіційна мова              | 595                       |
| Англійська і неофіційна мови | 10                        |

| Мова                         | Кількість населення, осіб |
| Англійська                   | 145                       |
| Неофіційна мова              | 100                       |
| Англійська і неофіційна мови | 10                        |